# Paracoptochirus vignai
Paracoptochirus vignai är en skalbaggsart som beskrevs av Carpaneto och Piattella 1990. Paracoptochirus vignai ingår i släktet Paracoptochirus och familjen Aphodiidae. Inga underarter finns listade i Catalogue of Life.